# Tòa thị chính ở Chełmno
Tòa thị chính ở Chełmno (tiếng Ba Lan: Ratusz w Chełmnie) là một tòa nhà lịch sử tọa lạc ở thị trấn Chełmno, thuộc tỉnh Kujawsko-Pomorskie, Ba Lan. Đây cũng là một trong những di tích thời kỳ Phục hưng ở Ba Lan. Từ năm 1983, tòa thị chính trở thành trụ sở của Bảo tàng Vùng đất Chełmno.

## Lịch sử
Tòa thị chính ở Chełmno được xây dựng vào cuối thế kỷ 13. Lúc bấy giờ, tòa nhà mang phong cách Gothic. Tòa thị chính được xây dựng lại theo phong cách Phục hưng vào giai đoạn 1567 - 1572. Sau thời gian này, tòa nhà được sử dụng làm nhà tù, tòa án, cửa hàng và trạm cân hàng hoá. Tòa tháp của tòa thị chính được xây dựng vào giai đoạn 1584 - 1596. Trong giai đoạn 1884 - 1887, tòa nhà được xây dựng lại một lần nữa theo thiết kế của kiến trúc sư T.W. Hermann.
Sau khi Chiến tranh thế giới thứ hai kết thúc, tòa thị chính lần lượt được tu sửa lại vào các năm 1956 - 1959 vào thập niên 70 của thế kỷ 20. Năm 1929, tòa thị chính ở Chełmno được Viện Di sản Quốc gia Ba Lan ghi danh vào Sổ đăng ký các di tích của tỉnh Kujawsko-Pomorskie.